# Маслово (Сьремський повіт)
Маслово (пол. Masłowo, нім. Blütenau) — село в Польщі, у гміні Дольськ Сьремського повіту Великопольського воєводства.
Населення — 263 особи (2011).
У 1975-1998 роках село належало до Познанського воєводства.

## Демографія
Демографічна структура станом на 31 березня 2011 року:
|          | Загалом | Допрацездатний вік | Працездатний вік | Постпрацездатний вік |
| -------- | ------- | ------------------ | ---------------- | -------------------- |
| Чоловіки | 137     | 32                 | 93               | 12                   |
| Жінки    | 126     | 25                 | 77               | 24                   |
| Разом    | 263     | 57                 | 170              | 36                   |